# Kreutz-Schneefeld
Das Kreutz-Schneefeld ist ein 5 km² großes Schneefeld im ostantarktischen Viktorialand. In der Cruzen Range wird es nach Süden durch den Forsyth Peak, nach Westen durch das Obere Victoria-Firnfeld, nach Norden durch Mount Leland und nach Osten durch Mount Isaac begrenzt.
Das Advisory Committee on Antarctic Names benannte es 2005 nach dem US-amerikanischen Klimatologen Karl J. Kreutz von der University of Maine, der von 1994 bis 1997 anhand von Eisbohrkernen vom Siple Dome sowie zwischen 2003 und 2005 mittels ebensolcher vom Taylor- und vom Clark-Gletscher die klimatischen Veränderungen im Verlauf des Holozän untersucht hatte.